# Maynooth
Maynooth (em gaélico Maigh Nuad) é uma cidade universitária situada no norte do condado de Kildare, província de Leinster, República da Irlanda. A sua proximidade com Dublin e  as comunicações com a capital mediante linhas de autocarro e comboio fazem com que Maynooth seja parte integrante da aglomeração urbana de Dublin.

## História
O antigo nome de Maynooth significa planície de Nuada que é o avô materno do lendário heroi irlandês Fionn mac Cumhail. Maynooth é um dos principais centros académicos da Irlanda com duas universidades instaladas no centro da cidade: a Universidade de San Patrick, criada pelo rei da Inglaterra Jorge III em 1795 e a universidade nacional da Irlanda, fundada em 1995. Inclui também o maior seminário católico do país. A cidade é um dos principais centros históricos da Irlanda, situando-se nela o castelo de Maynooth e a Carton House, duas antigas sedes do duque de Leinster. 
Os edifícios históricos principais da cidade situam-se em redor da universidade de St.Patrick. Alguns são mesmo anteriores à sua criação. Grande parte são de estilo neogótico ou georgiano. Hoje a cidade é muito dinâmica, sendo centro administrativo de muitas empresas e o coração comercial da parte ocidental da  Área Metropolitana de Dublin.
Maynooth era um centro de longo prazo para a família Geraldine ou FitzGerald, que dominou negócios irlandeses durante os períodos anglo-normandos e Tudor. De 1932 a 1937, a cidade foi a casa não oficial ao representante do rei na Irlanda, Governador Geral Domhnall Ua Buachalla, que não quis fixar residência oficial no Viceregal Lodge no Parque Phoenix.

## Localização e Acesso
Maynooth está localizado na estrada R148 entre Leixlip e Kilcock, com a auto-estrada M4 contornando a cidade. Outras estradas ligam a cidade a Celbridge, Clane, e Dunboyne. Maynooth também está na linha ferroviária de Dublin para Sligo e é servido por um serviço de trem de passageiros.

## População
A população de 12.510 habitantes torna a quinta maior aldeia da Kildare e a 35ª maior na Irlanda. A medição é aproximada e difícil, pois grande parte da população da aldeia é transitório de alunos da Universidade de Maynooth, Colégio St. Patrick, ou empregados temporários das instalações da Intel e HP (Hewlett Packard) ambas localizadas em Leixlip.

## Etimologia
Maynooth vem do irlandês: Maigh Nuad Hat ou Maigh Nuad Had, que significa "planície de Nuadha". Maigh Nuad é a grafia moderna. Nuadha foi um dos deuses do irlandês antigo, correspondente a Nudd de Gales e Nodens da Grã-Bretanha antiga e Gália.